# Даниленко, Андрей Иванович
Андрей Иванович Даниленко (Andrii Danylenko; род. 1960) — украинско-американский филолог-славист, полный профессор кафедры современных языков и культур Университета Пейс (Нью-Йорк). Член Харьковского историко-филологического общества. Исследователь, библиограф и переводчик языковедческих работ Ю. Шевелева. Член многих европейских и американских профессиональных и украинских обществ. Активный критик «политического русинства» и попыток создать русинский литературный язык, отдельный от украинского.

## Биография
Окончил в 1982 г. Харьковский университет. В 1987—1990 гг. учился в аспирантуре (общее языкознание) Московского Университета Дружбы народов. Окончил докторантуру (1993—1996) при Харьковском государственном (теперь — национальном) педагогическом университете им. Г. С. Сковороды. С 1999 живёт и работает в Нью-Йорке. Полный профессор кафедры иностранных языков и культур в Университете Пейс (Нью-Йорк), сотрудник Украинского Научного Института при Гарвардском университете. Соискатель престижных научных стипендий США (им. Фулбрайта — дважды и им. Юджина и Даймлер Шкляр) и Японии (Славянского исследовательского центра при Хоккайдский университете, Японского научного общества). Стажировался в Венском университете (1994, 1996), Институте славистики Польской академии наук (1996), Колумбийском университете (1999), Гарвардском университете, 1997, 2008), Хоккайдском университете (2009, 2013), Варшавском университете (2016).
Исследует историю украинского и других славянских языков, проблемы индоевропейского и ареально-типологического языкознания, вопросы славянского этногенеза, культурно-культурных взаимоотношений славян с мусульманским миром, историю украинского литературного языка. Автор многочисленных трудов по славянскому языкознанию и украинистики.
Член редколлегии журналов «Українська мова», «Часопіс Беларускага дзяржаўнага ўниверситэта. Філалогія» и других изданий Сербии, Польши и Украины. Основатель и главный редактор научной серии Studies in Slavic, Baltic, and Eastern European Languages and Cultures (Lexington Books, US).